# Knooppunt Waterberg
Der Knooppunt Waterberg ist ein Autobahndreieck in der niederländischen Provinz Gelderland im Norden der Stadt Arnhem (niederländisch Arnhem). Es verbindet den Rijksweg 12 (A12: Oberhausen–Arnhem–Utrecht–Den Haag) mit dem Rijksweg 50 (A50: Zwolle–Apeldoorn–Arnhem–Eindhoven).
Benannt ist das Autobahndreieck nach dem Waterberg, einem im Norden von Arnhem, südlich des Autobahndreiecks gelegenen Hügel. In der Nähe ist auch die gleichnamige Straße Waterbergscheweg sowie das Landgut De Waterberg zu finden.

## Geschichte

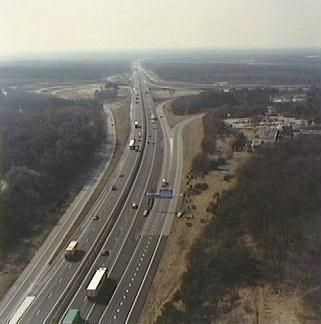
Der Knooppunt Waterberg – Luftaufnahme

Der Knooppunt Waterberg wurde im Juni 1992 mit der Fertigstellung der A50 zwischen Hoenderloo und Arnhem, für den Verkehr freigegeben.
Zuvor war bereits der westliche Abschnitt der A12 bis zum Knooppunt Grijsoord sechsspurig ausgebaut worden. Zwischen 2011 und 2012 wurde auch der Abschnitt östlich des Knooppunt Waterberg sechsspurig ausgebaut.

## Bauform
Das Autobahndreieck kombiniert die Bauformen Trompete und über zwei halbdirekte Rampen Dreieck. Diese Bauform ermöglicht es, dass Fahrzeuge, die auf der A50 aus Richtung Norden kommen, auf der A50 verbleiben, wenn sie sich auf den linken Fahrspuren aufhalten. Westlich des Knotens verläuft die A12 gemeinsam mit der A50 bis zum Knooppunt Grijsoord. Die halbdirekten Rampen, die A12 und A50 in/aus Richtung Westen mit der A50 in/aus Richtung Norden verbinden, sind jeweils zweispurig ausgebaut.
Zudem wurde die Ausfahrt Arnhem-Noord (N784) in des Autobahndreieck integriert, was zusätzlich zur Komplexität der Bauform beigetragen hat. Sie ist aus Richtung Osten sowie aus Richtung Westen kommend zu erreichen. Aus Richtung Norden ist dem Knoten die Ausfahrt Arnhem-Centrum vorgelagert.